# Liste der Arbeitslager in Jiangxi
Umerziehung durch Arbeit ist ein System von Arbeitslagern in der Volksrepublik China.
Diese Liste führt solche Arbeitslager in der Provinz Jiangxi auf.
| Bezeichnung                                       | Unternehmensbezeichnung | Stadt/Kreis        | Dorf/Stadt | Gründungsjahr | Bemerkungen |
| ------------------------------------------------- | ----------------------- | ------------------ | ---------- | ------------- | --- |
| Umerziehung durch Arbeit Jiujiang                 | Farm Saihu              | Ruichang, Jiujiang |            | 1951          | Auch Umerziehung durch Arbeit Majialong genannt, 1968 geschlossen, 1984 wiedereröffnet                                              |
| Umerziehung durch Arbeit Nanchang                 |                         | Nanchang           |            |               | |
| Umerziehung durch Arbeit Nanchang für Drogentäter |                         | Nanchang           | Caojiaqiao | 1996          | 2007 zu aktueller Stelle verlegt |
| Jugend-Umerziehung durch Arbeit der Provinz       |                         | Nanchang           |            | 1956          | In Yichun gegründet, 1987 an einen Vorort von Nanchang verlegt. 2003 in Abteilung jugendliche Straftäter Provinz Jaingxi umbenannt. |
| Umerziehung durch Arbeit Nr. 1 der Provinz        | Farm Yongqiao           | Kreis Jinxian      |            | 1956          | |
| Umerziehung durch Arbeit Nr. 2 der Provinz        |                         | Gao’an             | Bajing     |               | Auch Umerziehung durch Arbeit Gao’an genannt                                                                                        |

## Quelle
- Laogai Handbook (2007–2008). (PDF; 3,5 MB) The Laogai Research Foundation, 2008, abgerufen am 10. Januar 2011.